# سانتوریو سانتوریو

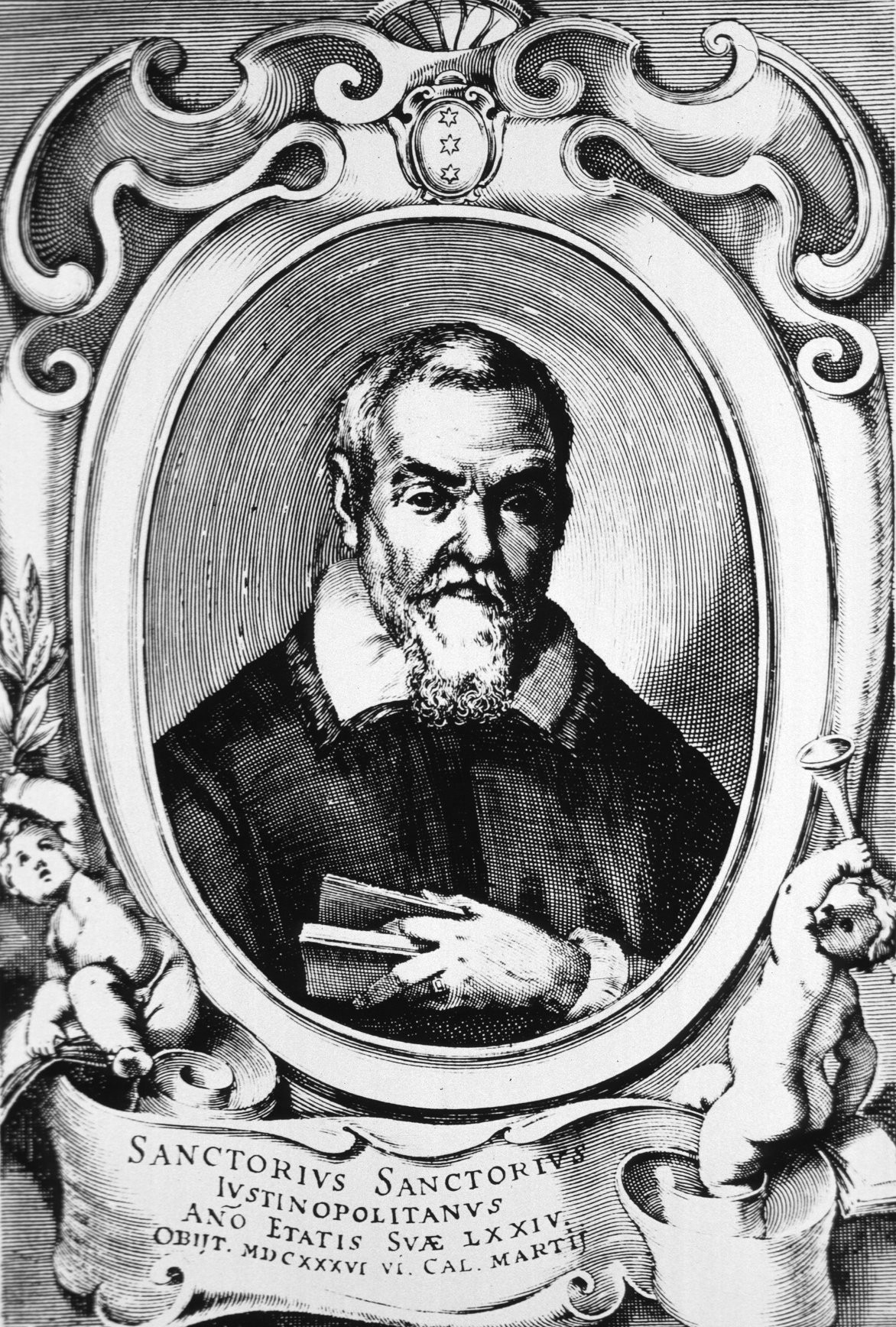
سانتوریو سانتوریو، متولد ۲۹ مارس ۱۵۶۱ Capodistria، جمهوری ونیز درگذشت ۲۲ فوریه ۱۶۳۶ (در سن ۷۴ سالگی) ونیز، دانشگاه آلما مادر پادوا به اکتشافات مربوط به متابولیسم و اختراع ابزارهای فنی معروف است.

سانتوریو سانتوریو (به انگلیسی: Santorio Santorio تولد ۲۹ مارس ۱۵۶۱ فوت ۲۲ فوریه ۱۶۳۶) یک پزشک و کالبدشناس و استاد مدرس ایتالیایی بود. بسیاری او را به‌عنوان بنیانگذار مطالعات کمیّتی در علوم پزشکی مدرن می‌دانند. در ضمن سانتوریو سانتوریو، مبتکر و مخترع مجموعه ای از لوازم و ابزار علوم پزشکی محسوب می‌شود. اثر معروف او «De Statica Medicina» در زمینه یافته‌های آمار پزشکی بارها انتشار مجدد پیدا کرده و نسلهای متعددی از پزشکان و کالبدشناسان را تحت تأثیر قرار داده‌است. او از سال ۱۶۱۱ تا ۱۶۲۴ رئیس پزشکی نظری در دانشگاه  پادووا بود، و در آنجا اولین آزمایش‌ها را در مورد دمای بدن، تعریق نامحسوس و وزن انجام داد.

## زندگی‌نامه
پدر و مادر سانتوریو اشراف‌زاده بودند. پدر او به‌عنوان یکی از مسئولان عالی‌رتبه شهر، برای جمهوری ونیز کار می‌کرد. سانتوریو در زادگاه خود تحصیل کرد و تحصیلات خود را در ونیز ادامه داد. در سال ۱۵۷۵ وارد دانشگاه پادوا شده و در ۱۵۸۲ با درجه دکترا ی پزشکی فارغ‌التحصیل شد. سپس او در ونیز به‌عنوان پزشک، مشغول کار شد. جایی که با گالیلئو گالیله آشنایی پیدا کرد.
سانتوریو در ۲۲ فوریه ۱۶۳۶ به‌دنبال یک بیماری طولانی مربوط به مجاری ادرار در گذشت و در کلیسای مریم مقدس بخاک سپرده شد.

## سابقه کار و فعالیت
طی سال‌های ۱۶۱۱ تا ۱۶۲۶ م، سانتوریو، استاد پزشکی نظری در دانشگاه  پادووا بود. جایی که او آزمایش‌هایی در زمینه دما، تنفس و وزن انجام داد. وی در سال ۱۹۲۹ به دنبال شکایت یک دانشجو که او را به سهل‌انگاری در انجام وظیفه تدریس متهم کرده بود؛ از سمت خود در دانشگاه، استعفا داد. با این حال بعد از بازگشت به ونیز و اشتغال دوباره به درمان بیماران، همچنان عنوان استادی و حقوق بازنشستگی تا آخر عمر به او تعلق گرفت. در سال ۱۹۳۰ م او به‌عنوان رئیس کالج پزشکانِ وِ نیز و مدیر ارشد بهداشت همان شهر انتخاب شد.
اگر چه او از اصول بقراط و جالینوس پیروی می‌کرد؛ اما به‌صورت جدی آزمایش‌های تجربی را پیگیری کرده و از ریاضیات و فیزیک برای شرح و توضیح طرز کار کالبد انسان بهره می‌برد.

## نوآوری‌ها
دو وسیله، یکی برای سنجش تعداد ضربان نبض و دیگری برای تعیین درجه حرارت بدن به سانتوریو منسوب است. اگرچه شاید در ساخت این ابزار او از حلقه دوستان خود، از جمله گالیلئو گالیله الهام گرفته باشد.

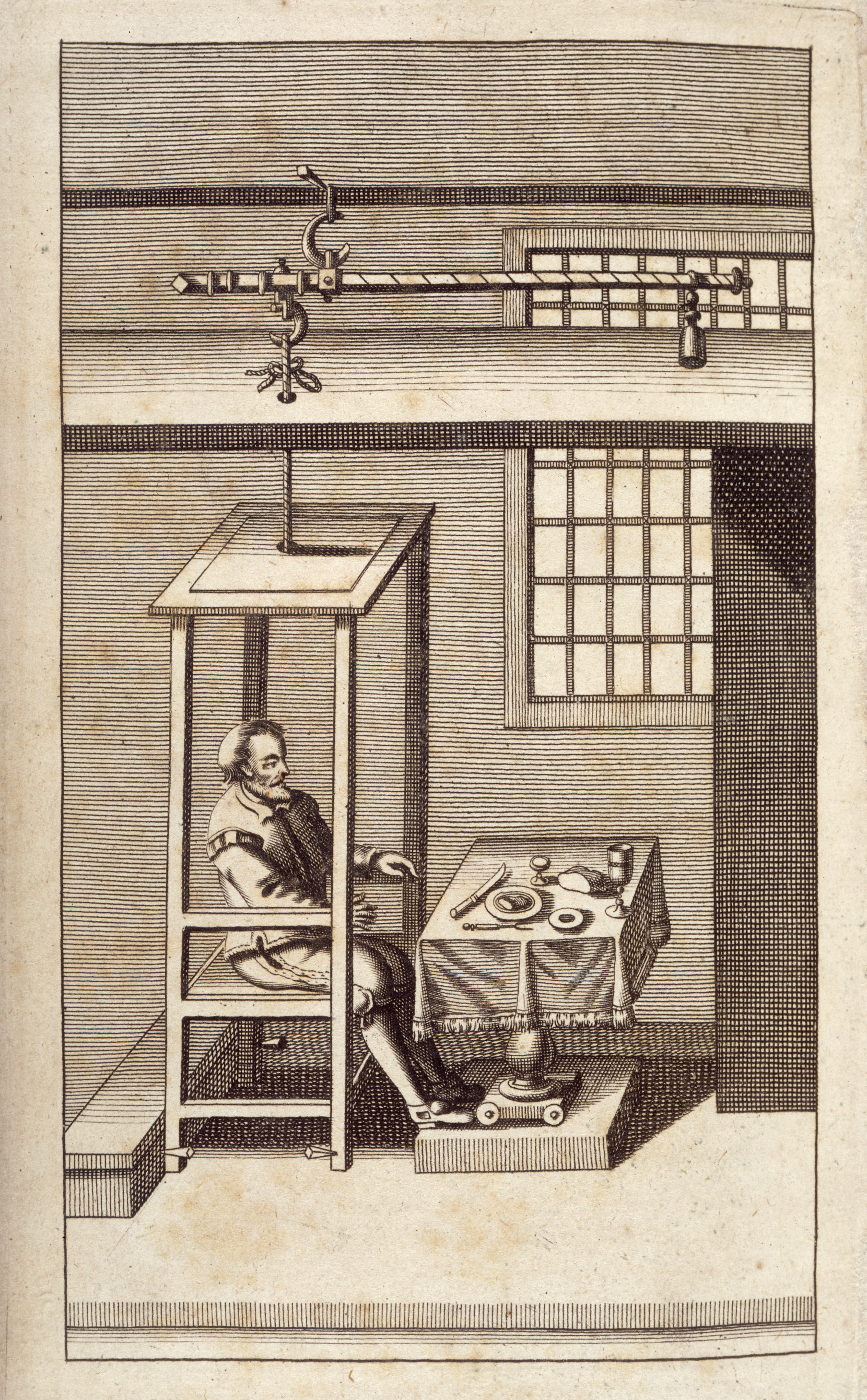
سانتوریو سانتوریو، درحال نشسته در ترازو، که برای مقایسه تغییر وزن خالص خود، قبل و پس از دخل و دفع، ابداع کرده بود.

## مطالعه سوخت‌وساز بدن
در طول یک دوره ۳۰ ساله او از یک صندلی تکمیل شده که اختراع کرده بود، برای اندازه‌گیری وزن هر آنچه می‌خورد یا می‌نوشید و همچنین آنچه به‌صورت مدفوع و ادرار دفع می‌کرد؛ استفاده نمود. او به این ترتیب وزن آنچه وارد بدن شده و آنچه از بدن خارج می‌شد را با هم مقایسه کرد و به این نتیجه رسید که تقریباً در مقابل هر ۳۶۰۰ گرم خوراکی که وارد بدن می‌شود؛ تنها ۱۲۶۰ گرم مواد زائد از بدن دفع می‌گردد. ادعا شده که او از این وسیله برای مطالعه وضعیت و آزمایش بیمارانش نیز استفاده می‌کرده؛ اما مدارک این آزمایش‌ها از بین رفته‌است.